# ジェームズ・カプリーリアン
- ジェームズ・キャプレリアン

ジェームズ・ダグラス・カプリーリアン（James Douglas Kaprielian, 英語発音: /ˈʤeɪmz kəpˈrɪljɑn/; 1994年3月2日 - ）は、アメリカ合衆国カリフォルニア州オレンジ郡ラグナヒルズ出身のプロ野球選手（投手）。右投右打。MLBのアスレチックス所属。
メディアによっては「キャプレリアン」と表記されることもある。

## 経歴

### プロ入り前
2012年のMLBドラフト40巡目（全体1211位）でシアトル・マリナーズから指名されたが、この時は契約せずにカリフォルニア大学ロサンゼルス校へ進学した。

### プロ入りとヤンキース傘下時代
2015年のMLBドラフト1巡目（全体16位）でニューヨーク・ヤンキースから指名され、プロ入り。契約後、ルーキー級ガルフ・コーストリーグ・ヤンキース2でプロデビュー。A-級スタテンアイランド・ヤンキースでもプレーし、2球団合計で5試合（先発3試合）に登板して0勝1敗、防御率3.97、14奪三振を記録した。
2016年はA+級タンパ・ヤンキースでプレーし、3試合に先発登板して2勝1敗、防御率1.50、22奪三振を記録した。オフにはアリゾナ・フォールリーグに参加し、スコッツデール・スコーピオンズに所属した。
2017年4月にはトミー・ジョン手術を受けた。

### アスレチックス時代
2017年7月31日にソニー・グレイとのトレードで、ダスティン・ファウラー、ホルヘ・マテオと共にオークランド・アスレチックスへ移籍した。この年は手術の影響で登板しなかった。
2018年もプレーしなかった。オフの11月20日にルール・ファイブ・ドラフトでの流出を防ぐために40人枠入りを果たした。
2019年は5月に傘下のA+級ストックトン・ポーツで3年ぶりに実戦復帰した。その後、AA級ミッドランド・ロックハウンズとAAA級ラスベガス・アビエイターズでもプレーし、3球団合計で19試合（先発16試合）に登板して4勝3敗、防御率3.18、75奪三振を記録した。
2020年8月4日にメジャー初昇格を果たしたが、この時は登板機会が無いまま6日に降格した。8月16日に再昇格し、同日のサンフランシスコ・ジャイアンツ戦でメジャーデビュー。メジャーで始めた対戦した打者(ブランドン・クロフォード)にいきなり本塁打を許しほろ苦いデビューとなった。この試合でドノバン・ソラ―ノから初奪三振。
2021年5月12日のボストン・レッドソックス戦にて5回4被安打6奪三振でMLB初勝利を記録した。

## 詳細情報

### 年度別投手成績
| 年 度    | 球 団    | 登 板 | 先 発 | 完 投 | 完 封 | 無 四 球 | 勝 利 | 敗 戦 | セ 丨 ブ | ホ 丨 ル ド | 勝 率 | 打 者 | 投 球 回 | 被 安 打 | 被 本 塁 打 | 与 四 球 | 敬 遠 | 与 死 球 | 奪 三 振 | 暴 投 | ボ 丨 ク | 失 点 | 自 責 点 | 防 御 率 | W H I P |
| -------- | -------- | ----- | ----- | ----- | ----- | -------- | ----- | ----- | -------- | ----------- | ----- | ----- | -------- | -------- | ----------- | -------- | ----- | -------- | -------- | ----- | -------- | ----- | -------- | -------- | ------- |
| 2020     | OAK      | 2     | 0     | 0     | 0     | 0        | 0     | 0     | 0        | 0           | ----  | 17    | 3.2      | 4        | 2           | 2        | 0     | 0        | 4        | 0     | 0        | 3     | 3        | 7.36     | 1.64    |
| 2021     | OAK      | 24    | 21    | 0     | 0     | 0        | 8     | 5     | 0        | 0           | .615  | 502   | 119.1    | 105      | 19          | 41       | 0     | 5        | 123      | 1     | 0        | 55    | 54       | 4.07     | 1.22    |
| 2022     | OAK      | 26    | 26    | 0     | 0     | 0        | 5     | 9     | 0        | 0           | .357  | 577   | 134.0    | 121      | 16          | 59       | 0     | 5        | 98       | 2     | 0        | 68    | 63       | 4.23     | 1.34    |
| 2023     | OAK      | 14    | 11    | 0     | 0     | 0        | 2     | 6     | 0        | 0           | .250  | 280   | 61.0     | 66       | 9           | 31       | 1     | 5        | 57       | 3     | 0        | 45    | 43       | 6.34     | 1.59    |
| MLB：4年 | MLB：4年 | 66    | 58    | 0     | 0     | 0        | 15    | 20    | 0        | 0           | .429  | 1376  | 318.0    | 296      | 46          | 133      | 1     | 15       | 282      | 6     | 0        | 171   | 163      | 4.61     | 1.35    |

- 2024年度シーズン終了時

### 年度別守備成績
| 年 度 | 球 団 | 投手（P） | 投手（P） | 投手（P） | 投手（P） | 投手（P） | 投手（P） |
| 年 度 | 球 団 | 試 合     | 刺 殺     | 補 殺     | 失 策     | 併 殺     | 守 備 率  |
| ----- | ----- | --------- | --------- | --------- | --------- | --------- | --------- |
| 2020  | OAK   | 2         | 0         | 0         | 0         | 0         | ----      |
| 2021  | OAK   | 24        | 5         | 6         | 2         | 2         | .846      |
| 2022  | OAK   | 26        | 10        | 6         | 1         | 1         | .941      |
| 2023  | OAK   | 14        | 2         | 0         | 0         | 0         | 1.000     |
| MLB   | MLB   | 66        | 17        | 12        | 3         | 3         | .906      |

- 2024年度シーズン終了時

### 背番号
- 56（2020年）
- 32（2021年 - ）